# Carlos Navarro i Gómez
Carlos Navarro i Gómez (Barcelona, 1949 - 2005) fou un informàtic i polític català, diputat al Congrés dels Diputats pel PSC-PSOE.

## Biografia
Va fer estudis d'informàtica, música i Dret. Va ingressar en 1973 a Convergència Socialista de Catalunya fins al procés d'unitat socialista que confluí en el PSC-PSOE. Fou membre de l'executiva del Partit des de 1980 i membre fins a 1986 de la Comissió Mixta de Valoracions Estat-Generalitat. També era afiliat a UGT des de 1978. Fou elegit diputat per la província de Barcelona a les eleccions generals espanyoles de 1986 i 1989, on ha estat coordinador de finances del Grup Parlamentari Socialista al Congrés dels Diputats i vocal suplent de la Diputació Permanent del Congrés dels Diputats. També ha estat autor de llibres de divulgació informàtica.
El 1988 es va veure implicat amb Josep Maria Sala i Grisó en l'afer FILESA, on fou acusat en una trama de finançament il·legal del PSOE, i condemnat per la Sala Segona del Tribunal Suprem d'Espanya el 28 d'octubre de 1997 per delictes de falsedat en document mercantil i associació il·lícita a dues penes de tres anys de presó, sis d'inhabilitació i una multa. En 2000 el Consell de Ministres li va concedir un indult parcial, que va reduir a la meitat les penes imposades pel tribunal Suprem. Va morir d'un càncer mentre esperava el judici pel cas AVE.